# St. Lamberti (Hildesheim)
Die evangelisch-lutherische St.-Lamberti-Kirche in Hildesheim in Niedersachsen ist eine spätgotische Hallenkirche, die einzige Hallenkirche der Stadt, und war Pfarrkirche der Hildesheimer Neustadt. Namensgeber ist der Hl. Lambert von Lüttich.

## Lage

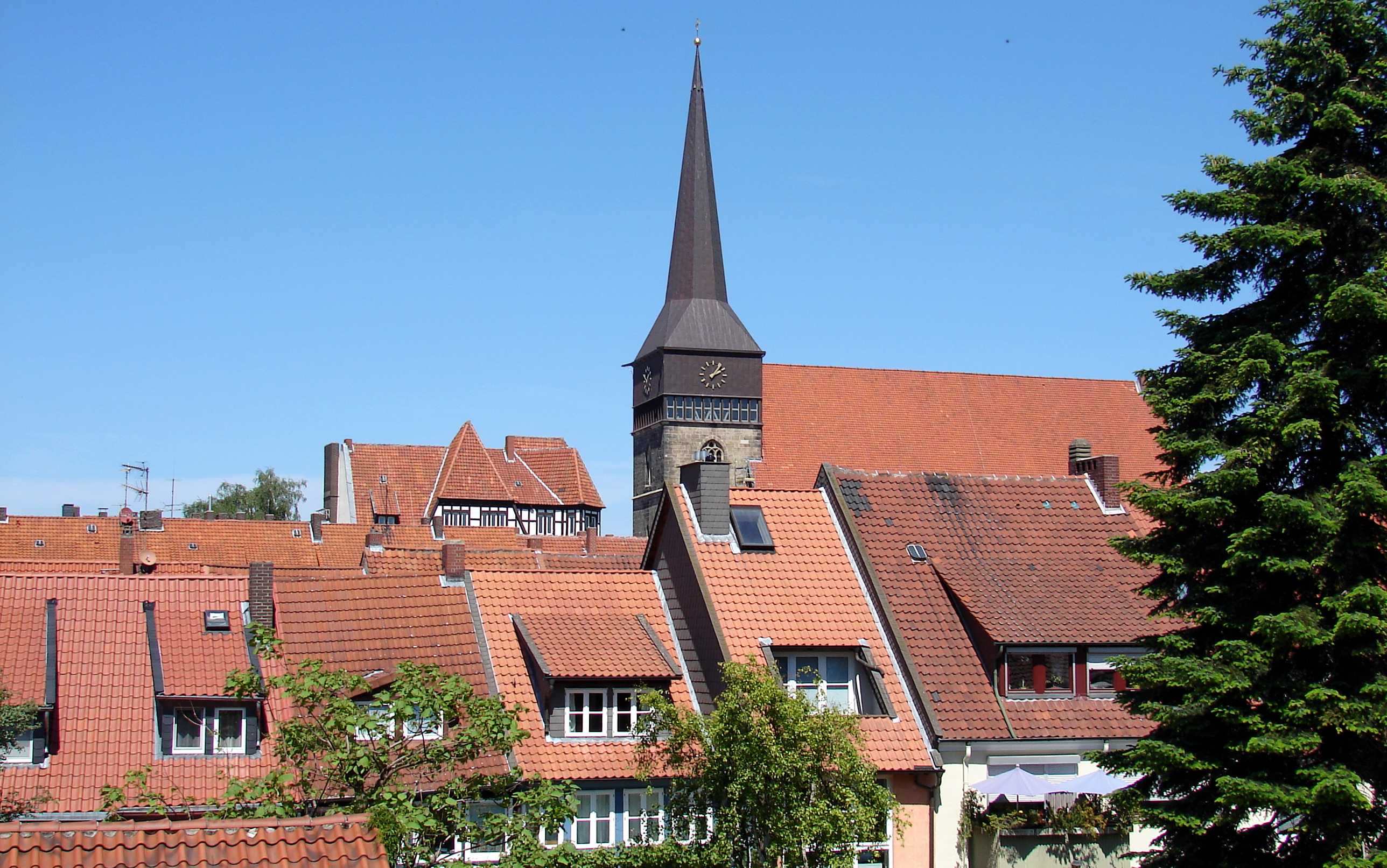
Ansicht vom Kehrwiederwall

Die Kirche liegt im südlichen Teil der Hildesheimer Innenstadt, der historischen Neustadt, an der Nordseite der Goschenstraße und unweit des Neustädter Markts.

## Geschichte

Auf dem Siegel der Neustadt (um 1300) ist der zweitürmige romanische Vorgängerbau zu sehen

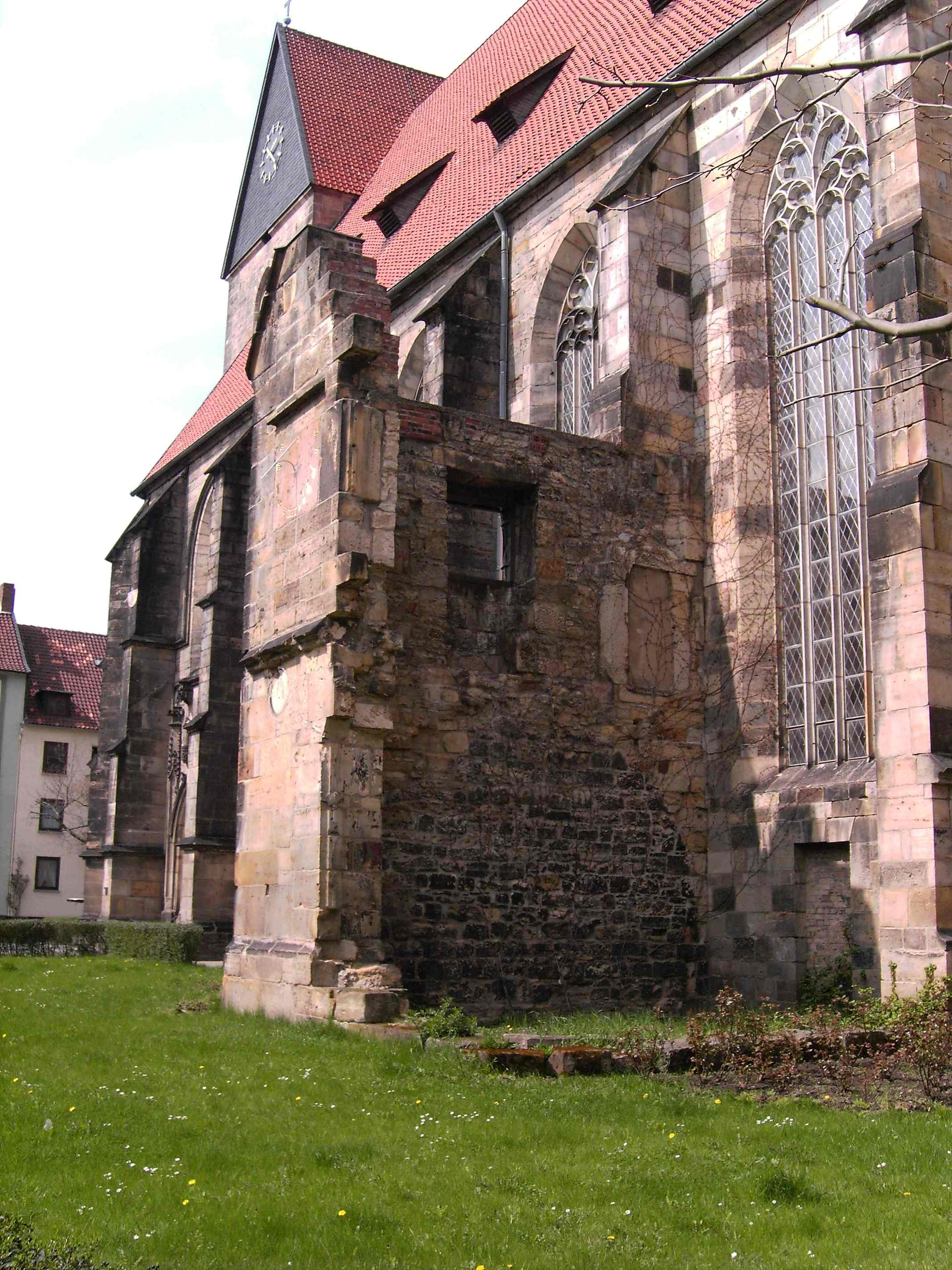
Ruine des südlichen Anbaus. Im Hintergrund gut erkennbar die langjährige „provisorische“ Turmbedachung.

Ausgrabungen im Sommer 1952 ergaben, dass die erste Lambertikirche eine der nahegelegenen gleichaltrigen Godehardikirche ähnliche kreuzförmige romanische Basilika war, deren Ausdehnung bereits der heutigen Kirche entsprach und die ein Querhaus aufwies, dessen Umfang genau den heutigen Choranbauten entspricht. Die älteste Darstellung des Siegels der Hildesheimer Neustadt, die um 1300 entstanden ist, weist die Kirche als zweitürmig aus. Da im Jahre 1226 in der Neustadt bereits der Tag des heiligen Lambertus begangen wurde, muss der Kirchenbau vor diesem Datum entstanden sein. Die Grundsteinlegung für den Neubau erfolgte laut einer Inschrift am nordöstlichen Strebepfeiler des Chores im Jahre 1474, genauer gesagt, am 13. Mai dieses Jahres. Die Weiheurkunde datiert von 1488 – in diesem Jahr wurde der Chor fertiggestellt –, insgesamt beanspruchte die Fertigstellung jedoch mehr als 30 Jahre. Übergangsweise wurde wahrscheinlich der Vorgängerbau bzw. dessen noch nicht abgebrochene Teile weiter genutzt.
Mit Einführung der Reformation in Hildesheim durch Johannes Bugenhagen wurde St. Lamberti 1542 wie alle Pfarrkirchen der Stadt im Unterschied zum Dom und den meisten Klosterkirchen lutherisch. Der Lambertikirchhof wurde erst 1812 für Begräbnisse geschlossen und 1816 zu einem Garten umgestaltet.

## Kriegszerstörung und Wiederaufbau
Im Zweiten Weltkrieg zerstörte im Februar 1945 ein Bombentreffer die Kirche, die seitdem nicht mehr genutzt werden konnte. Nach dem verheerenden alliierten Bombenangriff vom 22. März 1945 brannte das Kirchengebäude aus und nur die Außenmauern blieben stehen. Der Gemeindesaal in der Goschenstraße blieb erhalten und diente der Gemeinde nun als Gottesdienstraum. 1949 begann die Enttrümmerung der Lambertikirche, 1950 der von der Evangelischen Kirchenbauhütte geförderte Wiederaufbau. Am 12. Oktober 1952 weihte Landesbischof Hanns Lilje St. Lamberti wieder ein, die zweigeschossige Sakristei an der Südseite blieb Ruine.
1996 gründete sich der Verein „Wiederaufbau Lamberti-Kirchturm e. V.“ und nach gut einem Jahrzehnt des Planens und Spendensammelns erhielt der Turm 2007 eine neue Spitze. Der neue Turmhelm steht nicht direkt auf dem alten Turmschaft, sondern auf einem zusätzlich eingefügten Turmgeschoss, damit das Turmdach auf der Firsthöhe des Kirchendachs ansetzt.

## Architektur

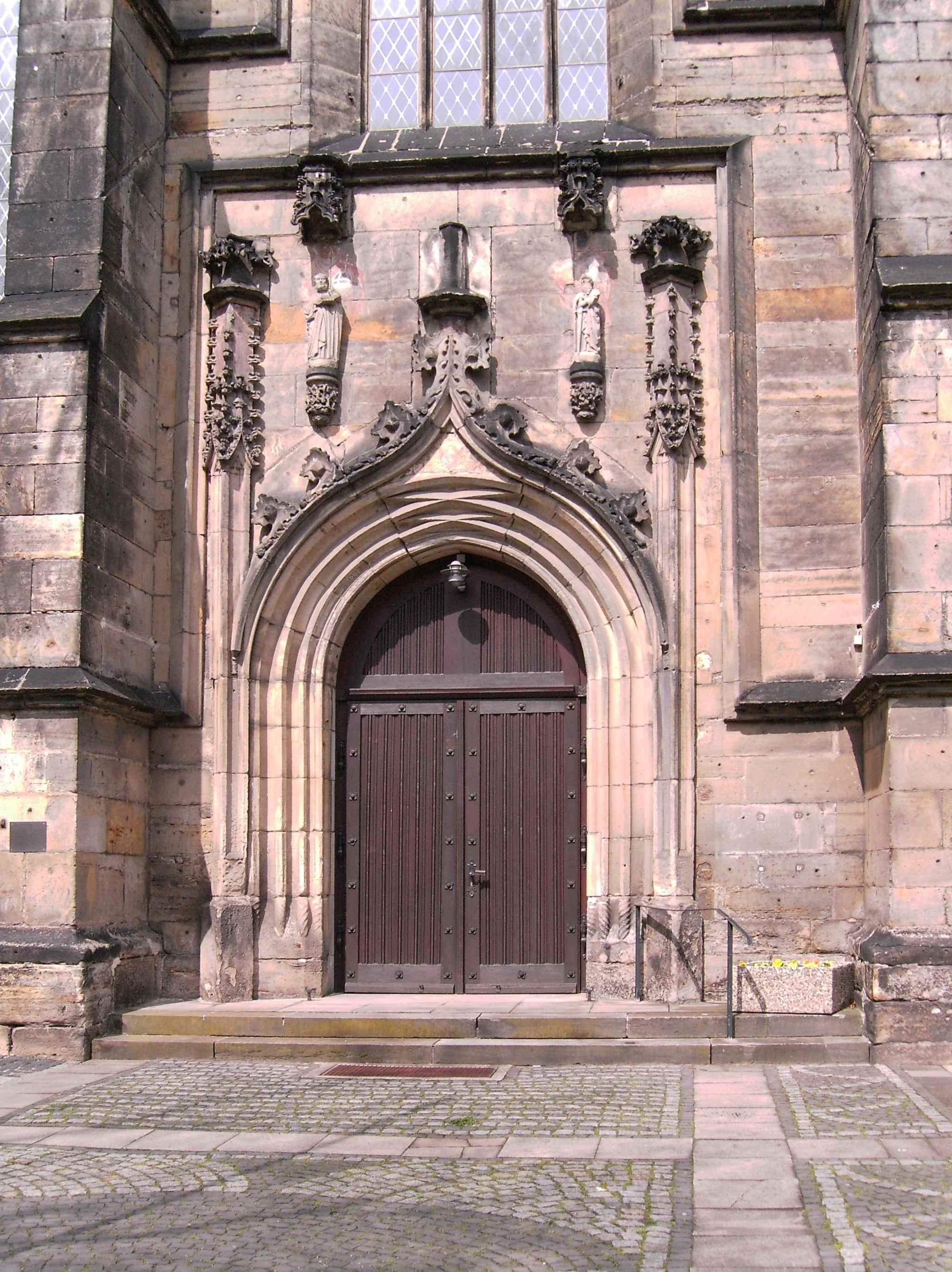
Seitenportal

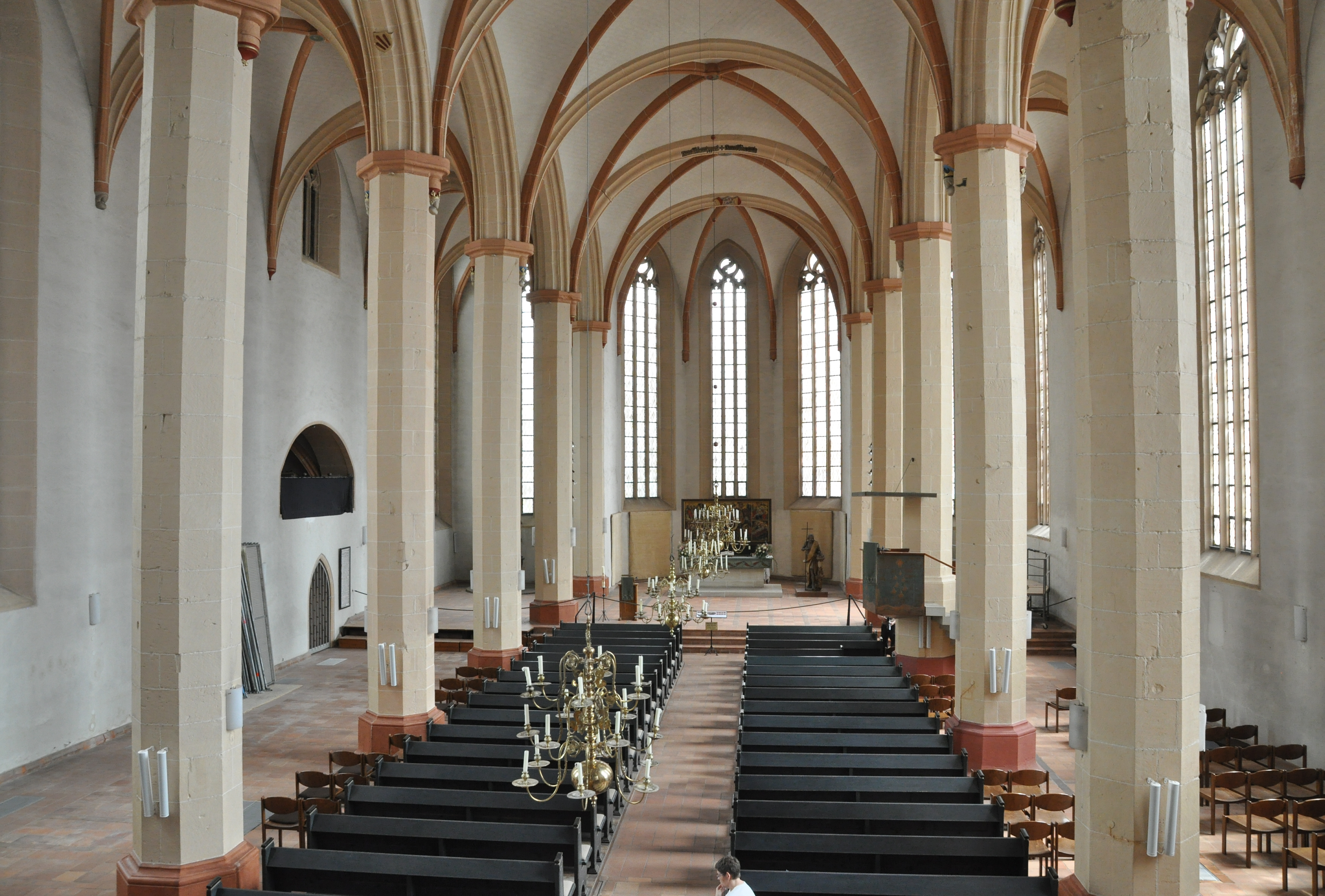
Blick von der Orgelempore durchs Mittelschiff nach Osten

Das lichte Mittelschiff mit seinen sieben (6½) Jochen begrenzt eine Fünfachtel-Apsis. Schlichte Achteckpfeiler tragen die Kreuzrippengewölbe, die im Mittelschiff etwas höher als in den beiden Seitenschiffen aufsteigen. Sie schließen die Seitenschiffe gerade ab. Den seitlichen Gewölbedruck nehmen Strebepfeiler sowie mehrgeschossige gotische Anbauten an der Nord- und Südseite auf. Von außen erinnern diese beiden Flügel an ein eigentümlich gegeneinander versetztes Querhaus, beeinträchtigen aber weder im Inneren noch an der Südfront die Gesamteindruck der Hallenkirche. Den 1482 fertiggestellten zweigeschossigen südlichen Anbau ließ man nach dem Zweiten Weltkrieg als mahnende Ruine in Trümmern liegen. Die ursprünglich dort untergebrachte Sakristei befindet sich seitdem im nördlichen Anbau. Im Westen erhebt sich, etwa in der Breite des Mittelschiffs, ein wuchtiger, durch Gesimse geschossartig gegliederter Turmbau. Dieser wirkte mit seinem provisorischen Satteldach zwischenzeitlich etwas stumpf, bis er im Jahr 2007 eine neue Haube erhielt.

## Ausstattung

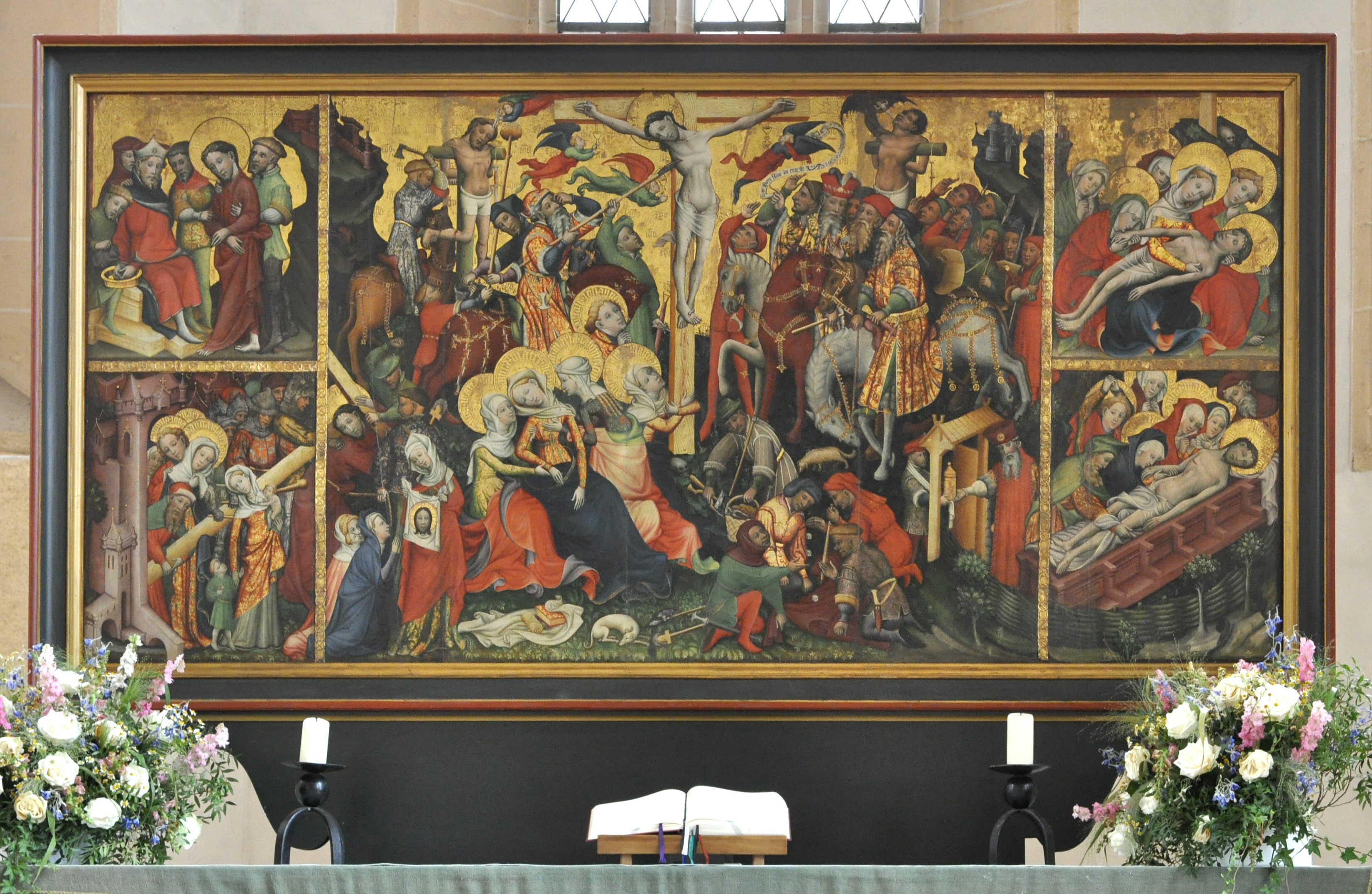
Retabel des Peter-und-Paul-Altares

Der Peter-und-Paul-Altar zeigt sich als Fragment einer anonymen Arbeit des 1. Viertels des 15. Jahrhunderts. Die Seitenflügel wurden um 1780 entfernt und befinden sich heute in verschiedenen Museen. Der in der Lambertikirche aufgestellte Mittelteil zeigt im Mittelbild die Kreuzigung, links oben Christus vor Pilatus, unten die Kreuztragung, rechts oben die Beweinung und unten die Grablegung Christi. Bemerkenswert ist die Verschmelzung der äußeren Szenen mit dem Mittelbild.
Das Taufbecken im Osten des nördlichen Seitenschiffes vom Anfang des 16. Jahrhunderts stammt aus der Menteschen Gießerei in Braunschweig, der Deckel wurde um 1550 von Hans Meissner in Braunschweig aus Messing gegossen.

### Orgel

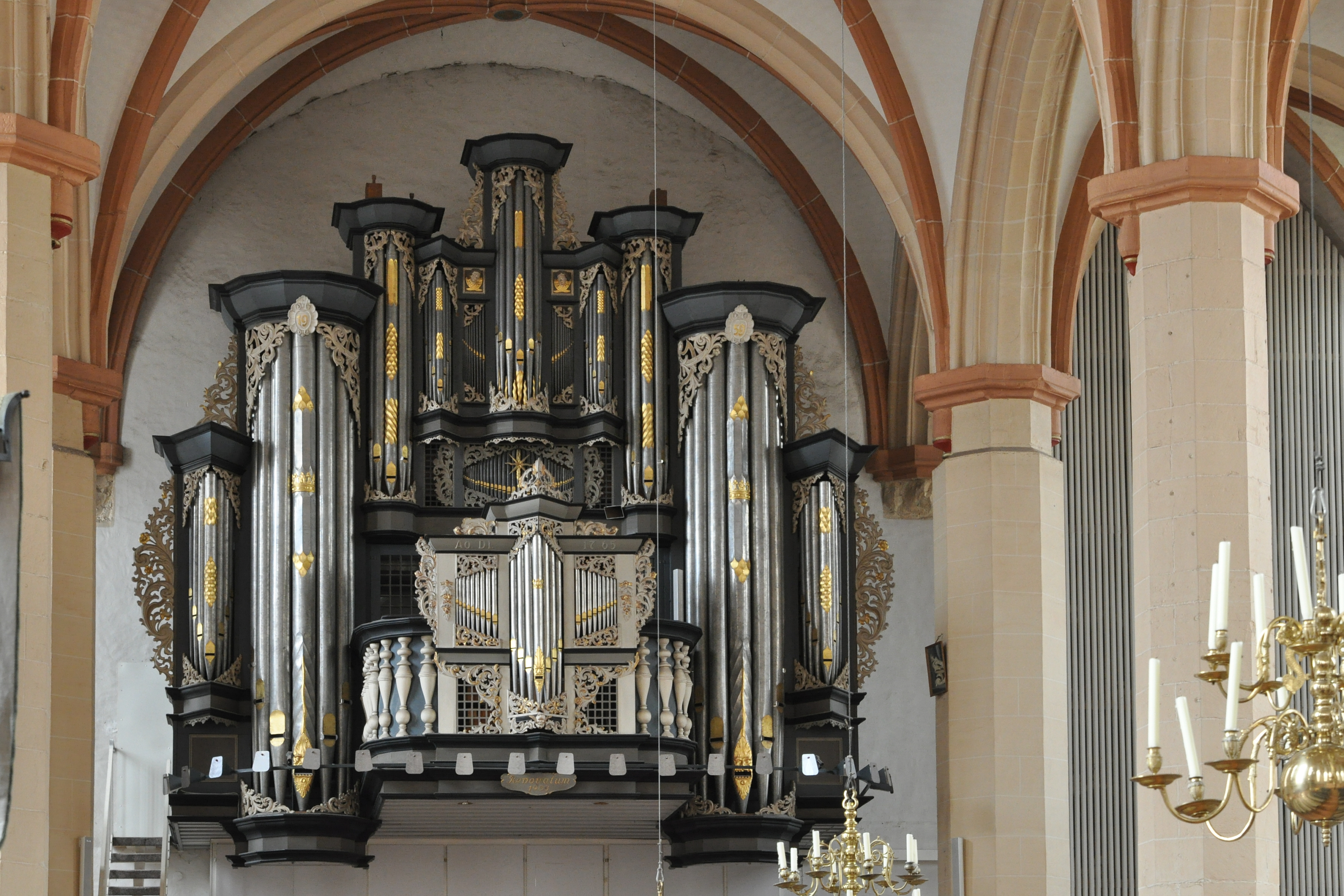
Orgelprospekt

Die große Orgel wurde 1953 bis 1960 von dem Orgelbauer E. Palandt (Hildesheim) unter Verwendung von Pfeifenmaterial und Orgelteilen von älteren Orgeln als zweimanualiges Instrument erbaut. 1992 fügte die Orgelbaufirma Rietzsch (Hemmingen) das Brustwerk hinzu. Das Schleifladen-Instrument hat heute 39 Register und ein Effektregister auf drei Manualen und Pedal.
| I Hauptwerk C–g3 |                |       |
| 1.               | Quintade       | 16′   |
| 2.               | Prinzipal      | 8′    |
| 3.               | Rohrflöte      | 8′    |
| 4.               | Viola da Gamba | 8′    |
| 5.               | Oktave         | 4′    |
| 6.               | Hohlflöte      | 4′    |
| 7.               | Quinte         | 2 ⁄3′ |
| 8.               | Oktave         | 2′    |
| 9.               | Sesquialter II |       |
| 10.              | Mixtur IV      |       |
| 11.              | Trompete       | 8′    |
|                  | Tremulant      |       |

| II Brustwerk C–g3 |              |        |
| 12.               | Gedackt      | 8′     |
| 13.               | Traversflöte | 8′     |
| 14.               | Blockflöte   | 4′     |
| 15.               | Nasat        | 2 ⁄3′  |
| 16.               | Waldflöte    | 2′     |
| 17.               | Terz         | 1 3⁄5′ |
| 18.               | Oktävlein    | 1′     |
| 19.               | Dulcian      | 8′     |
|                   | Stern        |        |

| III Rückpositiv C–g3 |              |        |
| 20.                  | Gedackt      | 8′     |
| 21.                  | Praestant    | 4′     |
| 22.                  | Gedecktflöte | 4′     |
| 23.                  | Oktave       | 2′     |
| 24.                  | Quinte       | 1 3⁄5′ |
| 25.                  | Terzian II   |        |
| 26.                  | Scharf III   |        |
| 27.                  | Cymbel II    |        |
| 28.                  | Regal        | 8′     |
|                      | Tremulant    |        |

| Pedalwerk C–f1 |                 |     |
| 29.            | Prinzipal       | 16′ |
| 30.            | Subbass         | 16′ |
| 31.            | Oktave          | 8′  |
| 32.            | Gedacktbaß      | 8′  |
| 33.            | Oktave          | 4′  |
| 34.            | Nachthorn       | 1′  |
| 35.            | Rauschpfeife II |     |
| 36.            | Mixtur VI       |     |
| 37.            | Posaune         | 16′ |
| 38.            | Trompete        | 8′  |
| 39.            | Cornett         | 2′  |

- Koppeln: II/I, III/I, I/P, II/P

### Glocken
Der Turm der Lambertikirche beherbergt in seinem Inneren insgesamt fünf Glocken, wovon drei noch aus der Zeit der Renaissance bzw. des Barock stammen.
| Nr. | Gussjahr | Gießer, Gussort | Masse (kg) | Durchmesser (mm) | Schlagton (HT-1/16) |
| 1   | 1655     | Jakob Körber    | ca. 1000   | 1.210            | f1 -5               |
| 2   | 1952     | F. W. Schilling | 632        | 990              | g1 -6               |
| 3   | 1952     | F. W. Schilling | 355        | 820              | b1 -5               |
| 4   | 1534     | Brant Helmes    | ca. 220    | 710              | d2 -5               |
| 5   | 1523     | unbezeichnet    | ca. 200    | 700              | es2 -6              |

## Jugendkeller
Bei Arbeiten an der Heizungsanlage des Gemeindesaals, der sich neben einem Kindergarten und einem Sprachheilkindergarten in einem U-förmigen Gebäudekomplex direkt nördlich der Kirche befindet, stieß man 1986 auf den mittelalterlichen Keller der Neustädter Marktschenke. Drei der vier sich unter dem von Kirche und Nebengebäuden eingerahmten Innenhof bis fast an die Kirche erstreckenden Gewölbe wurden daraufhin zu einem Jugendkeller ausgebaut.

## Bekannte Pastoren
- Karl Kayser von 1877 bis 1885[1]
- Nicolaus Heutger von 1982 bis 1992